# Kokatahi
La ville de Kokatahi est une localité de la région de la West Coast dans l’Île du Sud de la Nouvelle-Zélande.

## Situation
La ville d’ Hokitika est à environ 15 km vers le nord-ouest.
La rivière  Kokatahi s’écoule à travers le secteur et se jette dans le fleuve  Hokitika vers le nord-ouest ,.

## Activité économique
L’installation de fermes commença dans le secteur à la fin des années 1860 pour produire de l’avoine et des légumes pour nourrir les mineurs de la ruée vers l’or et leurs chevaux .
En 1900 –1901, une laiterie ouvrit au niveau de la ville de Kokatahi.

## Éducation
L’école Kokatahi-Kowhitirangi est une école mixte contribuant au primaire allant de l’année 1à 6 avec un taux de décile de 8 et un effectif d’environ 60 élèves.

## Drame
Le 4 octobre 1941, Stanley Graham (en) s’est déchaîné en tirant sur son voisin Anker Madsen, qui se plaignait à Edward Best (en), le commissaire stationné à proximité dans la ville de Kaniere, que Graham aurait empoisonné son bétail.
Best décida alors de ne pas répondre pour laisser à Graham le temps pour qu’il se calme de lui-même.
Best revint plus tard avec des policiers supplémentaires et tenta de désarmer Graham, mais tragiquement dans la circonstance Graham tua alors 4 policiers en leur tirant dessus.
Graham fut un peu plus tard tué le 17 octobre 1941 après une action massive de la police menée par le Commissaire de Police Denis Cummings (en).